# Live at Tokyo Dome
Live at Tokyo Dome je koncertní album britské rockové skupiny The Rolling Stones, které vyšlo v roce 2012. Album bylo nahráváno na předposledním koncertu skupiny z deseti koncertů v Tokiu v rámci světového turné Steel Wheels/Urban Jungle Tour v únoru 1990. Album bylo vydáno jako součást archivované edice From the Vault.

## Seznam skladeb
| Pořadí | Skladba                                  | Délka |
| ------ | ---------------------------------------- | ----- |
| 1.     | "Start Me Up"                            | 4:05  |
| 2.     | "Bitch"                                  | 3:47  |
| 3.     | "Sad Sad Sad"                            | 3:45  |
| 4.     | "Harlem Shuffle" (Bob Relf/Earl Nelson)  | 4:17  |
| 5.     | "Tumbling Dice"                          | 3:57  |
| 6.     | "Miss You"                               | 6:43  |
| 7.     | "Ruby Tuesday"                           | 3:20  |
| 8.     | "Almost Hear You Sigh"                   | 5:17  |
| 9.     | "Rock and a Hard Place"                  | 5:16  |
| 10.    | "Mixed Emotions"                         | 5:20  |
| 11.    | "Honky Tonk Women"                       | 5:00  |
| 12.    | "Midnight Rambler"                       | 10:31 |
| 13.    | "You Can't Always Get What You Want"     | 7:45  |
| 14.    | "Can't Be Seen"                          | 5:11  |
| 15.    | "Happy"                                  | 4:13  |
| 16.    | "Paint It Black"                         | 4:07  |
| 17.    | "2000 Light Years from Home"             | 6:49  |
| 18.    | "Sympathy for the Devil"                 | 7:58  |
| 19.    | "Gimme Shelter"                          | 6:28  |
| 20.    | představení skupiny                      | 1:39  |
| 21.    | "It's Only Rock 'n Roll (But I Like It)" | 4:25  |
| 22.    | "Brown Sugar"                            | 4:34  |
| 23.    | "(I Can't Get No) Satisfaction"          | 8:56  |
| 24.    | "Jumpin' Jack Flash"                     | 7:37  |

## Obsazení
The Rolling Stones
- Mick Jagger – zpěv, kytara, harmonika, maracas
- Keith Richards – kytara, doprovodné vokály, zpěv
- Ronnie Wood – kytara
- Bill Wyman – baskytara
- Charlie Watts – bicí

Doprovodní hudebníci
- Lisa Fischer – doprovodné vokály, zpěv
- Bernard Fowler – doprovodné vokály, perkuse
- Chuck Leavell – klávesy, doprovodné vokály
- Matt Clifford – klávesy, doprovodné vokály, perkuse, lesní roh
- Bobby Keys – saxofon